# Heinrich II. (Seckau)

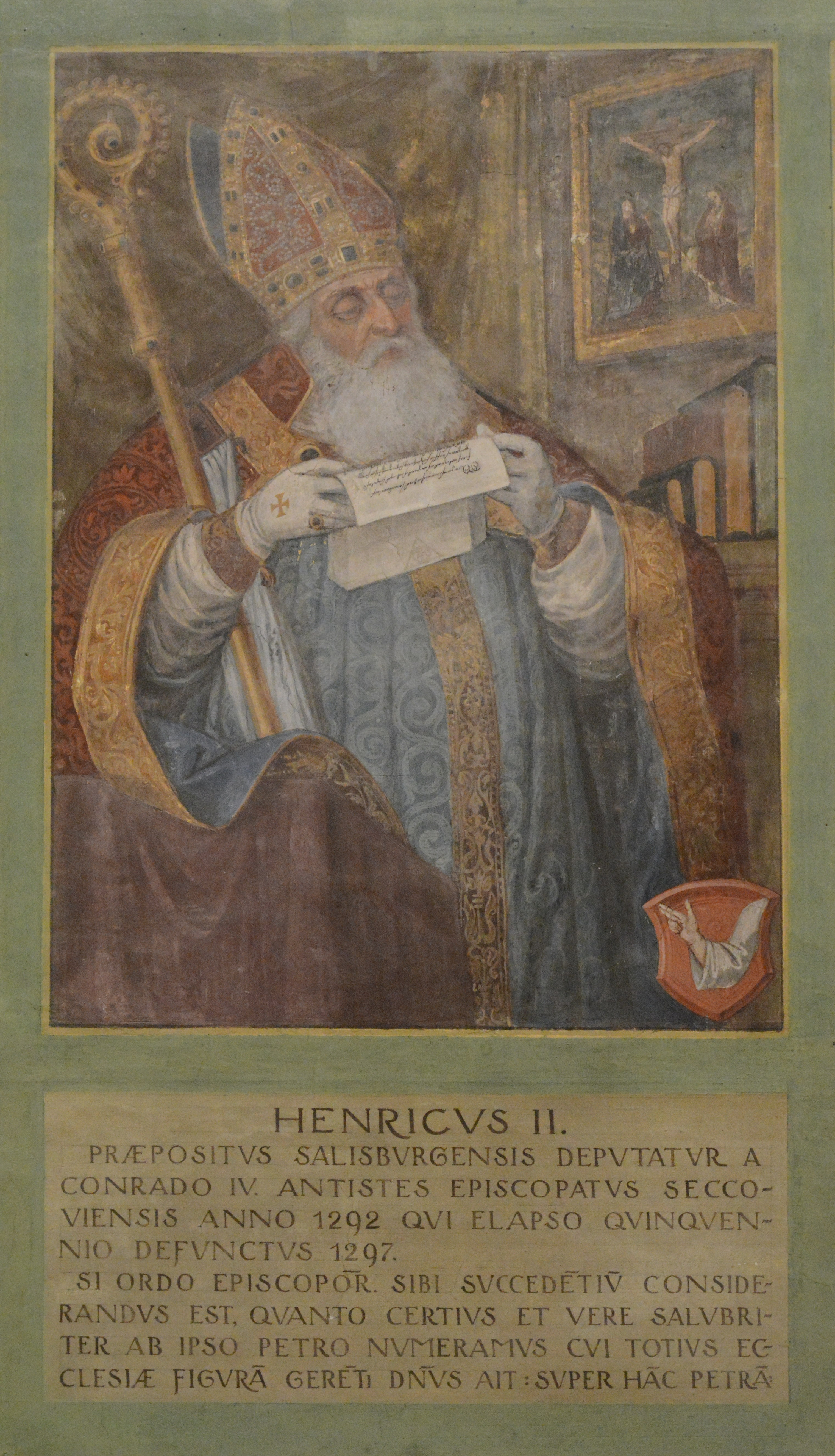
Halbfigurenportrait Bischof Heinrich II., Basilika Seckau, Bischofskapelle (Darstellung um 1595)

Heinrich II. (* 13. Jahrhundert; † 27. Februar 1297) war Bischof von Seckau.
Heinrich entstammte einem obersteirischen Rittergeschlecht und war wahrscheinlich mit dem Salzburger Erzbischof Konrad von Fohnsdorf verwandt. Von 1286 bis 1292 war er Dompropst in Salzburg und leitete nach dem Tod von Erzbischof Rudolf von Hoheneck bis zur Wahl des Nachfolgers das Erzstift. Wahrscheinlich deswegen wurde er 1293 vom Salzburger Erzbischof Konrad von Fohnsdorf zum Seckauer Bischof ernannt.
Obwohl Heinrichs Regierung in einer Zeit politischer Unruhen fiel, konnte er sein Bistum vor Auseinandersetzungen bewahren. Heinrich starb 1297, seine Grabstätte ist unbekannt.